# Puig de Collsaplana
El Puig de Collsaplana és una muntanya de 1.241 metres que es troba al municipi de Sant Pere de Torelló, a la comarca d'Osona.